# Émilie Mondor
Émilie Mondor, född 29 april 1981, död 9 september 2006, var en friidrottare från Kanada. Hon deltog vid olympiska sommarspelen 2004.